# 戴自成
戴自成（？年—？年），字哲之，號石泉，湖广汉阳府汉阳县人。明末清初政治人物。

## 生平
萬曆四十三年（1615年）乙卯科湖广乡试舉人，选任泾阳县教谕，崇祯四年（1631年）辛未科进士。工部观政，六年授刑部广西司主事，七年江北恤刑，八年升广东司员外、河南司郎中、徽州知府，十三年考察。